# Tratado de la verdadera devoción a la Santísima Virgen
El Tratado de la verdadera devoción a la Santísima Virgen (en francés, Traité de la vraie dévotion à la Sainte Vierge) es la obra principal del santo Luis María Grignion de Montfort, quien fue un teólogo, sacerdote misionero y escritor francés, miembro de la Iglesia católica y que fue canonizado por el papa Pío XII en 1947.En esta iglesia expresa la práctica de la Consagración a Jesucristo por medio de la Virgen María. Este tratado, fue impreso en el siglo XIX, traducido a centenares de lenguas y conoce desde entonces una amplia difusión, sirviendo de inspiración para muchas comunidades cristianas

## Contexto histórico
Fue escrito en los últimos años de la vida probablemente alrededor de 1712 en su pequeña casa en La Rochelle. La historia del "Tratado" no se conoce con certeza ya que permaneció oculta durante casi 130 años. Se cree, sin embargo, que Luis María Grignion de Montfort se lo dio al obispo de La Rochelle para guardarlo y la razón por la que lo escribió en el mismo "Tratado": Primero fue traducido al inglés por el Padre  William Faber
"Espero una gran cantidad de bestias furiosas, que vendrá en la furia de rasgar con sus dientes mal este pequeño escrito y el uno de los cuales ha utilizado el Espíritu Santo que escribo, o al menos lo envuelve en la oscuridad y el silencio de un tronco, por lo que no es él conocido; por el contrario, atacarán y perseguirán a aquellos y aquellos que lo leerán y tratarán de ponerlo en práctica"
Es probable que se refería a los jansenistas con los que se enfrentaron, en aquellos años, sobre el tema de la devoción mariana, y que se había mostrado muy crítico hacia el misionero Bretón y sus actividades. Se cree que durante la Revolución Francesa y de la guerra civil estalló en esa región estaba oculto por Montfort en un ataúd y enterrado en el área alrededor de su sede en Saint-Laurent-sur-Sevre para evitar que fuese destruido. Después del período de la revolución, el caso se descubrió y se coloca en la biblioteca de la casa matriz, donde se encontrará al azar por el Padre Gabriel Deshayes (más tarde fundador de los Hermanos de San Gabriel) el 29 de abril de 1842.
El manuscrito apareció con varias páginas faltantes en la parte inicial y algunas hojas faltantes al final. Junto con las páginas iniciales, el título también se perdió. En el texto, la única referencia al título que parece ser el octavo capítulo que se ocupa de las prácticas de devoción a María "como dije en la primera parte de esta preparación al Reino de Jesucristo", el título  "Tratado de la verdadera devoción a la Santísima Virgen" fue entonces decidido por el superior de los monfortianos en el momento de la publicación que tuvo lugar al año siguiente.

## La obra

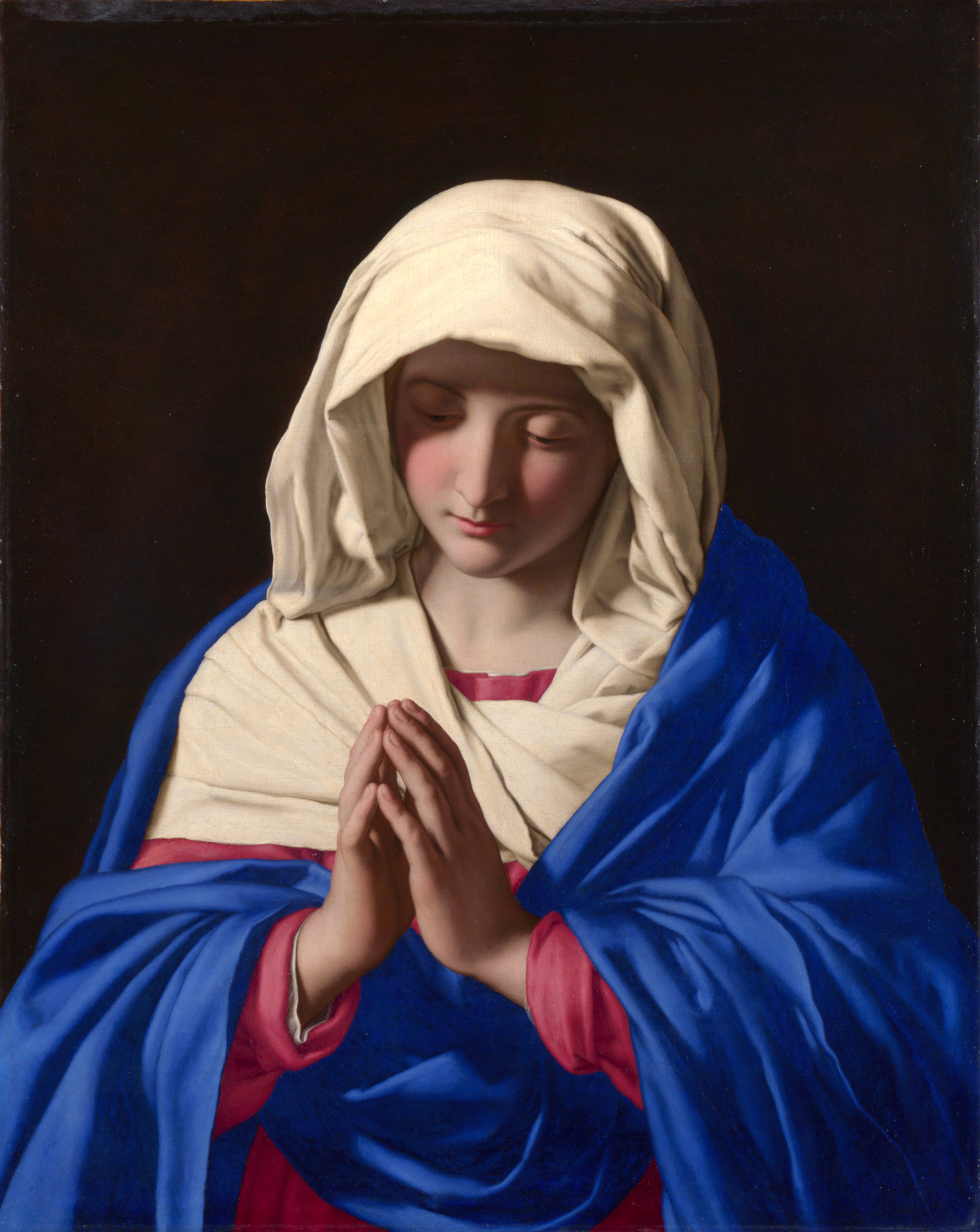
María rezando, por Giovanni Battista Salvi da Sassoferrato.

El "Tratado" se divide en tres partes.

### Primera parte: La necesidad de devoción a María
En la primera parte de la obra, Luis María Grignion de Montfort explica su doctrina mariana centrado en la necesidad de la devoción a la Virgen María, y considera que es el medio más seguro y necesario para consagrarse a Dios, debido a que, si la Virgen es necesaria para Dios, de una necesidad llamada hipotética, es decir, derivada de su voluntad, debe decirse que ella es aún más necesaria para que los hombres lleguen a su último final, es decir la salvación.

### Segunda parte: Las cinco verdades fundamentales
En la segunda parte, Luis María Grignion de Montfort, explica cómo debe ser la devoción mariana y comienza por fijar lo que él llama "verdades fundamentales" de la devoción a María, a saber:
1. Jesucristo, nuestro Salvador, verdadero Dios y verdadero hombre, debe ser el objetivo final de toda nuestra devoción. De lo contrario, sería una devoción falsa y engañosa.
2. De lo que Jesucristo es para nosotros, debemos concluir con el Apóstol San Pablo, que ya no nos pertenecemos a nosotros mismos, sino que somos propiedad de Jesús, como sus miembros y esclavos, comprados con el precio de su preciosa sangre, que derramó en la cruz del calvario.[10]
3. Por lo general, nuestras mejores obras están manchadas y corrompidas por las malas inclinaciones que hay en nosotros. Por lo tanto, es extremadamente importante vaciarnos de lo que es malo dentro de nosotros si queremos adquirir la perfección que se encuentra solo en unión con Jesucristo; de lo contrario, Nuestro Señor, que es infinitamente puro y odia hasta la más mínima mancha en el alma hasta el extremo, se aleja de nosotros y no se une a nosotros ".
4. Es más perfecto, porque es más humilde, acercarse a Dios con un mediador. De hecho, no sin razón, Dios nos ha dado mediadores para Su Majestad. Él vio nuestra indignidad e incapacidad y tuvo compasión de nosotros. Para hacernos accesibles sus misericordias, nos ha provisto de poderosos intercesores en Su Majestad. Bien, descuidar a estos mediadores y acercarse directamente a la santidad de Dios sin ningún apoyo, es carecer de humildad y respeto por un Dios tan sublime y tan santo.
5. Dada nuestra debilidad y fragilidad, es muy difícil para nosotros guardar las gracias y los tesoros recibidos de Dios.

#### Las 7 devociones falsas y la verdadera devoción
Luis María Grignion de Montfort, presenta la "verdadera devoción" a partir de lo que él llama "devociones falsas", es decir, lo que la devoción mariana no tiene que ser: "Por lo tanto, es muy importante saber, en primer lugar, las falsas devociones a la Santísima Virgen para evitarlas, y la verdadera para abrazarla; en segundo lugar, entre muchas prácticas diferentes de verdadera devoción a la Santísima Virgen, que es la más perfecta, la más agradable para la Santísima Virgen, la más gloriosa para Dios y la más santificante para nosotros, para hacerla propia."
Según, el tratado, hay siete especies de devotos falsos y devociones falsas a la Santísima Virgen, a saber:
1. Devotos críticos: Son fuertes orgullosos y presuntuosos, que después de todo lo que tienen alguna devoción a la Virgen, pero criticaron como contraria a su gusto casi todas las prácticas de piedad que la gente sencilla realizan ingenuamente y en honor de Nuestra Señora.
2. Devotos escrupulosos: Son personas que temen deshonrar al Hijo honrando a la Madre; para bajar una levantando la otra.
3. Devotos externos: Son las personas que hacen toda la devoción a María consisten en prácticas externas.  Recitan muchos rosarios, pero rápidamente. Escuchan varias masas, pero sin atención. Participan en procesiones, pero sin devoción. Suscriben a todas las cofradías marianas, pero sin cambiar sus vidas, ni vencer sus pasiones, ni imitar las virtudes de esta santísima Virgen.
4. Devotos presuntuosos: Son: pecadores a merced de sus pasiones y amantes del mundo". Bajo el bello nombre de cristianos y devotos de la Santísima Virgen, se esconde el orgullo, la avaricia, la impureza, la embriaguez, la ira, la blasfemia, la difamación, la injusticia, etc.
5. Devotos inconstantes: Son aquellos que son devotos de la Santísima Virgen solo a intervalos y de acuerdo con el capricho.
6. Devotos hipócritas: Son aquellos que "ocultan sus pecados y sus malos hábitos bajo el manto de esta Virgen fiel, para aparecer a los ojos de otros diferentes de lo que son".
7. Devotos interesados: Son aquellos que recurren a la Santísima Virgen solo para ganar pruebas, para evitar peligros, para recuperarse de una enfermedad o para otras necesidades de este tipo. Sin estas necesidades, lo olvidarían.

Luego concluye la segunda parte que se presenta la "verdadera devoción", es decir, como debe ser un creyente verdadero, el cual es:
1. Interior: Comienza desde la mente y desde el corazón; se deriva de la estima que uno tiene de ella, de la gran idea que se forma de su grandeza y del amor que uno le brinda "
2. Tierno: Lleno de confianza en la Santísima Virgen, de la misma confianza que un niño tiene en su madre"[11]  Insta al alma a recurrir a María, en todas sus necesidades materiales y espirituales, con mucha sencillez, confianza y ternura [...] »
3. Santo: Lleva al alma a evitar el pecado e imitar las virtudes de la Virgen.
4. Constante: "Confirma el alma en el bien y hace que no abandone fácilmente las prácticas de piedad "
5. Desinteresado: "Mueve al alma a no buscarse a sí mismo, sino solo a Dios en su santa Madre. Un verdadero devoto de María no sirve a esta augusta Reina por un espíritu de ganancia e interés, por su bien temporal, eterno, físico o espiritual, sino solo porque ella merece ser servida, y Dios solo en ella".

### Tercera Parte: Consagración total a Cristo a través de María

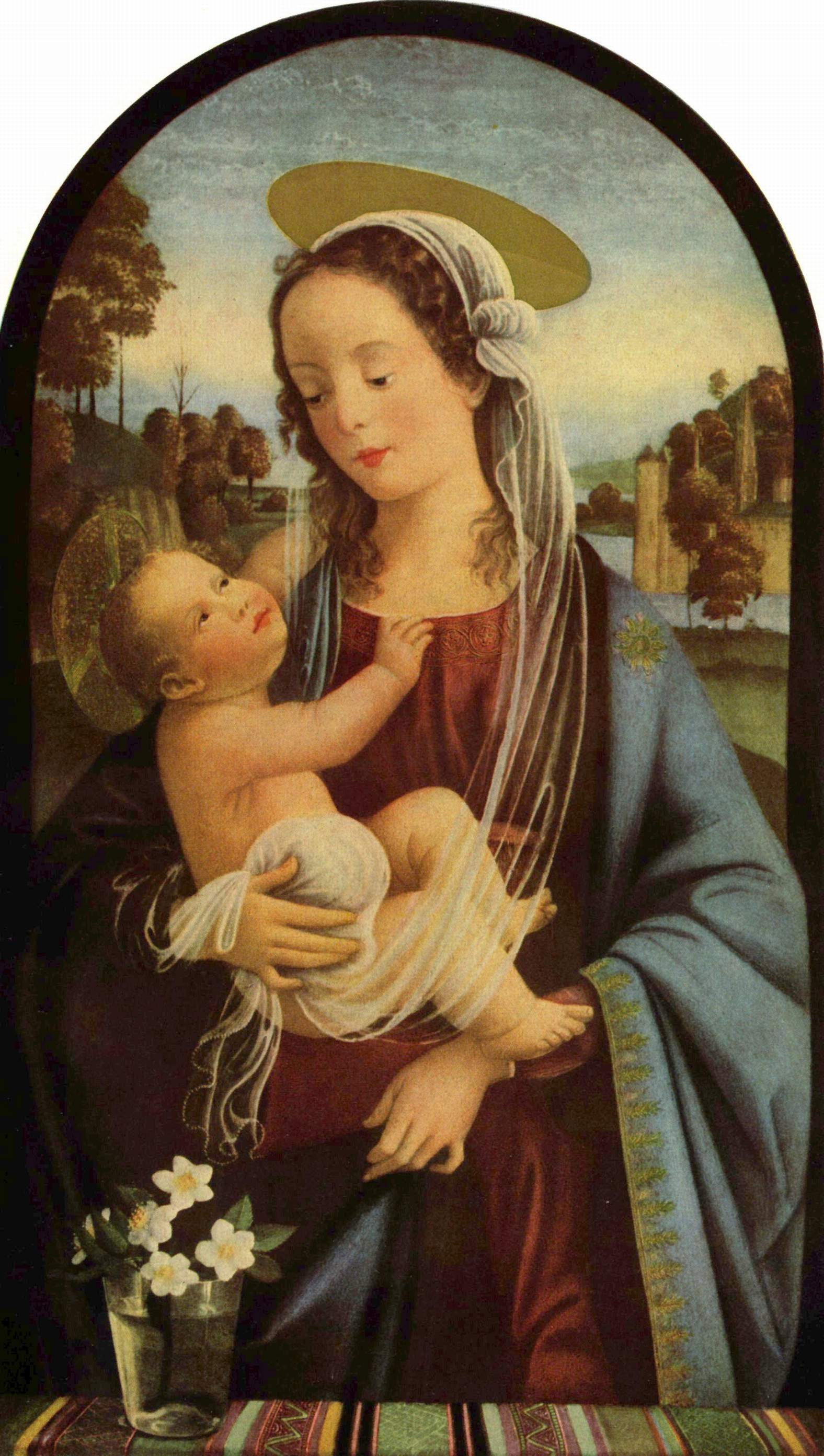
Pintura de la virgen María realizada por Domenico Ghirlandaio

En la tercera parte, Luis María Grignion de Montfort presenta el punto central de su doctrina mariana, es decir, la consagración total a Cristo a través de María:
"Debemos dar todo lo que tenemos en el orden de la naturaleza y la gracia y todo lo que podemos tener en el orden de la naturaleza, la gracia o la gloria. Y esto por toda la eternidad y sin reclamar ni esperar ninguna otra recompensa por nuestra oferta y nuestro servicio que el honor de pertenecer a Jesucristo a través de María y María, incluso si este adorable soberano no fue, como siempre, la más generosa y agradecida de las criaturas ".
A continuación, enumera las “razones que deberían hacernos apreciar esta consagración y los efectos que produce”. Además, como lo ha hecho en otras partes del “Tratado”, explica esta vida de consagración utilizando ejemplos bíblicos, especialmente la historia de Rebeca y Jacob. En esa historia, Jacob se consagró a Dios, mientras que su hermano Esaú, que representa a los réprobos no devotos o falsos devotos, no lo hizo. De esta manera, Montfort ilustra cómo estas dos categorías se relacionan con María y lo que ella hace por ellos.
Concluye retomando las prácticas internas y externas necesarias para poder "consagrar", que Luis María Grignion de Montfort mencionó en la segunda parte, y que él había presentado solo como "formas de devoción". Por lo tanto, tiene 7 prácticas externas: 
1. La primera: Consiste en los ejercicios preparatorios durante al menos doce días, para despojarse del mundo y alejarse de los espíritus contrarios al espíritu de Jesucristo. Luego, se dedican tres semanas para llenarse de Jesucristo a través de la Santísima Virgen. Esto concluye pronunciando y firmando, la fórmula de la consagración (que él escribe en los apéndices del "Tratado");
2. La segunda: Consiste en recitar todos los días la "Coronilla de la Santísima Virgen".
3. La tercera: Prescribe llevar una cadena de hierro bendecida como símbolo de que uno es "esclavo de Jesús en María".
4. La cuarta: Consiste en celebrar la solemnidad de la Anunciación (25 de marzo).
5. La quinta: Consiste en el recital del Ave María y del Rosario todos los días;
6. La sexta: Es el recital del Magníficat para agradecer a Dios por las gracias otorgadas a la Santísima Virgen.
7. La séptima: Prevé el desapego del mundo: Los siervos fieles de María deben despreciar, odiar y huir del mundo corrupto. Usamos prácticas de desapego del mundo, como lo indicamos en la primera parte.[12]

Con respecto a las prácticas internas, por otro lado, las divide en cuatro formas de actuar: "consisten en llevar a cabo todas sus acciones a través de María, con María, en María y por María, para cumplirlas más perfectamente a través de Jesús, con Jesús, en Jesús. y para Jesús": 
1. Actuar de acuerdo con el espíritu de María: "obedecer en cada acción y dejarse conmover en cada acción por su espíritu, que es el Espíritu Santo de Dios".
2. Actuar a imitación de María: "mirando a María como el modelo perfecto de toda virtud y santidad, modelada por el Espíritu Santo en una criatura simple, para que lo imitemos según nuestras pobres habilidades".
3. Actuar junto a María: "la Virgen y el verdadero paraíso terrestre del nuevo Adán, usted tiene que vivir en el interior hermoso de María con la complacencia, que descanse en paz, se basan en la confianza, ocultando de forma segura y se pierde sin reservas.
4. Actuar al servicio de María: "debemos hacer todas nuestras acciones por María". De hecho, quien se ha dedicado completamente a su servicio, es correcto que haga todo por ella como lo haría un servidor, un servidor y un esclavo.

Concluye el "Tratado" al incluir en el apéndice un método, compuesto por prácticas interiores y exteriores, para prepararse para la Eucaristía y recibirla, y para que se pronuncie y firme el texto para la consagración.